# Concentrazione di massa

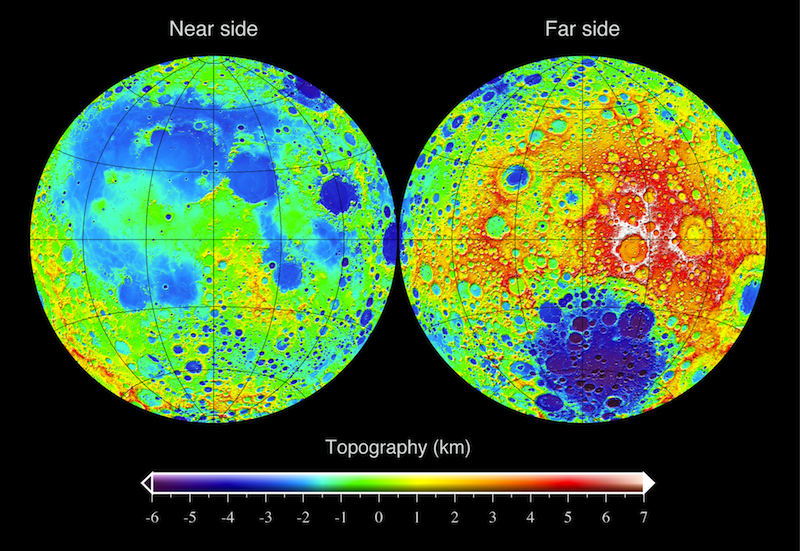
Topografia della Luna. In rosso le elevazioni, in blu le depressioni.

Una concentrazione di massa, o mascon (contrazione dell'espressione inglese "mass concentration"), è una regione di un corpo celeste caratterizzata da una significativa anomalia gravitazionale positiva.
La parola "mascon" viene in genere usata come un sostantivo per descrivere la distribuzione di un eccesso di massa sopra o sotto la superficie. Tuttavia, questo termine è più spesso usato come un aggettivo per descrivere una struttura geologica che ha una anomalia gravitazionale positiva come nel caso dei grandi bacini mascon sulla Luna.
Un esempio di tali anomalie gravitazionali rilevabile sulla Terra è costituito dalle isole Hawaii.

## Esempi significativi

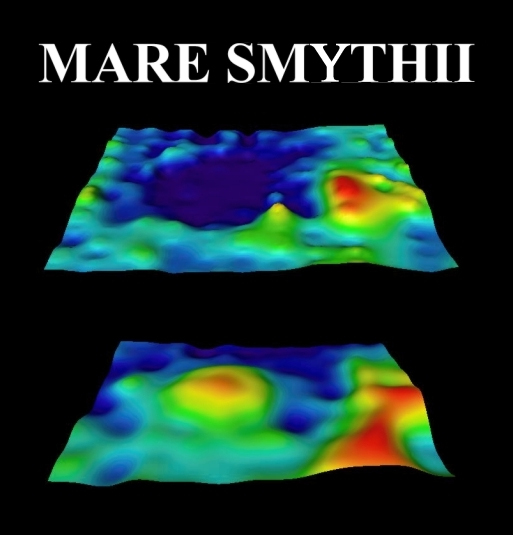
Topografia (in alto) e corrispondente livello di gravità nel Mare Smythii, (in basso). In rosso le elevazioni, in blu le depressioni.

Tipici esempi di mascon lunari sono i bacini di impatto presenti sulla superficie del nostro satellite. Pur essendo delle depressioni, essi mostrano anomalie gravitazionali positive.
I cinque più importanti,  ordinati secondo la dimensione, sono:
1. Mare Imbrium
2. Mare Serenitatis
3. Mare Crisium
4. Mare Nectaris
5. Mare Humorum

Tra i piccoli e irregolari si possono citare:
1. Mare Humboldtianum
2. Mare Orientale
3. Mare Smythii
4. Il bordo del cratere Korolev (faccia nascosta della Luna)
5. La regione attorno al cratere Gagarin
6. La regione del cratere Mendel-Ryberg (faccia nascosta della Luna).

Sono presenti alcuni bacini mascon anche su Marte, tra i quali si possono citare Argyre Planitia, Isidis Planitia e Utopia Planitia.

## Caratteristiche
In teoria, a depressioni topografiche in equilibrio isostatico dovrebbero corrispondere piccole variazioni gravitazionali negative; perciò le anomalie positive riscontrate in questi bacini indicano la presenza di un'anomala concentrazione di massa posizionata tra la crosta e il mantello, che è a sua volta sorretto dalla litosfera.
Una spiegazione potrebbe essere che i mari lunari, composti da dense lave basaltiche, siano spessi più di 6 km nei punti in cui si rilevano le anomalie gravitazionali. Tuttavia, questo accumulo di lava, che certamente contribuisce a generare le suddette anomalie, avrebbe dovuto comportare anche un innalzamento del sistema crosta-mantello per giustificare l'entità della variazione gravitazionale osservata; inoltre alcuni bacini mascon sulla Luna non sono associati a segni di attività vulcanica.
Questo suggerisce che l'elevazione del mantello potrebbe essere super-isostatica, cioè sollevata al di sopra della sua posizione di equilibrio. Va anche notato che l'enorme distesa di mare basaltico di origine vulcanica associata all'Oceanus Procellarum non possiede una variazione gravitazionale positiva.
Le concentrazioni di massa lunare alterano la gravità locale di alcune zone, al punto che satelliti artificiali posti su orbite basse che, se non corrette, li fanno divenire instabili nel giro di mesi o anni, fino a farli impattare contro la stessa superficie lunare.

## Scoperta
Queste anomalie gravitazionali furono rilevate già dalla sonda sovietica Luna 10, i cui dati indicavano che il campo gravitazionale lunare causava perturbazioni maggiori del previsto, che furono attribuite alle sue intrinseche irregolarità.  La loro scoperta viene attribuita a Paul M. Muller e William Sjogren del NASA Jet Propulsion Laboratory (JPL), che nel 1968 applicarono un nuovo metodo analitico per controllare accuratamente i dati di volo della sonda Lunar Orbiter. La loro analisi identificò una correlazione tra le anomalie gravitazionali positive e le depressioni dei vasti bacini circolari presenti sulla superficie lunare.
In quel periodo, una delle priorità di alcuni gruppi speciali di ricerca era di spiegare come mai le sonde Lunar Orbiter, utilizzate per verificare l'accuratezza del sistema di navigazione del Progetto Apollo, incorrevano in errori nella determinazione della posizione che a volte arrivavano anche a un ordine di grandezza (cioè, ad esempio, misuravano due chilometri invece di duecento metri).
 Questo implicava che le aree ipotizzate per l'atterraggio dovevano essere di dimensioni cento volte più grandi del valore previsto per garantire un buon margine di sicurezza. Alla fine, si scoprì che le perturbazioni erano causate dai mascon, le aree a forte perturbazione gravitazionale. William Wollenhaupt e Emil Schiesser, che lavoravano al progetto missioni spaziali con equipaggio della NASA, elaborarono la metodologia per risolvere il problema, che, applicata per la prima volta sull'Apollo 12, permise un atterraggio a soli 163 metri dall'obiettivo, individuata nella sonda Surveyor 3, già atterrata in precedenza.